# 法默斯盧普 (阿拉斯加州)
法默斯盧普（英語：Farmers Loop）是位於美國阿拉斯加州費爾班克斯-北極星自治市鎮的一個非建制地區和人口普查指定地區。根據2010年美國人口普查，該地人口為4853人，而該地的面積約為56.71平方千米。

## 地理
法默斯盧普的座標為64°53′48″N 147°41′39″W / 64.89667°N 147.69417°W，而該地的平均海拔高度為314米（即1028英尺）。